# برلینگتون (ویسکانسین)
برلینگتون، ویسکانسین  (به انگلیسی: Burlington) شهری در شهرستان‌های رسین و والورس ایالت ویسکانسین است که در سال ۱۹۰۰ بنیان‌گذاری شده‌است. این شهر طبق سرشماری سال ۲۰۱۰ میلادی ۱۰٬۴۶۴ نفر جمعیت داشته‌است.

## نگارخانه

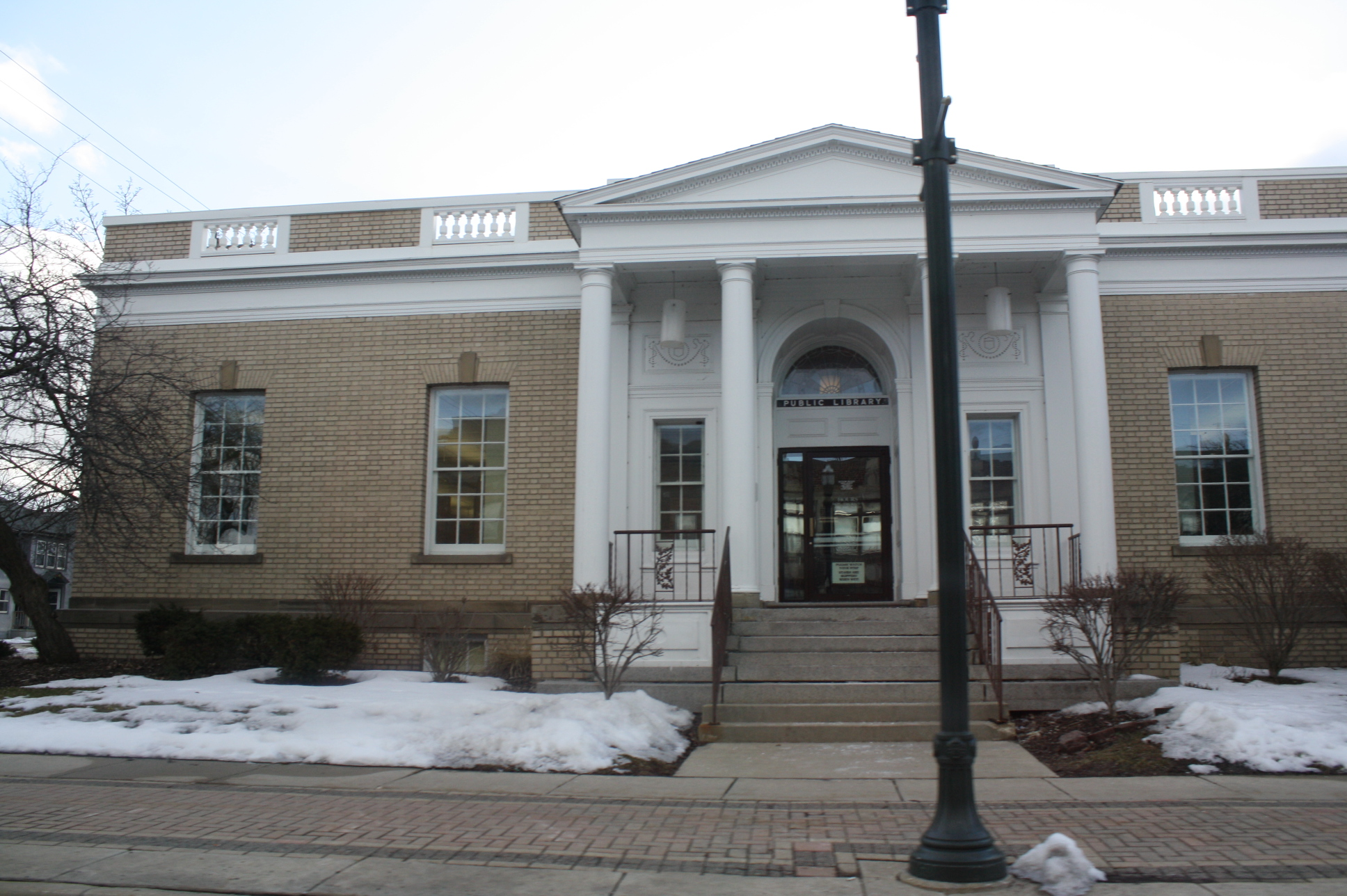
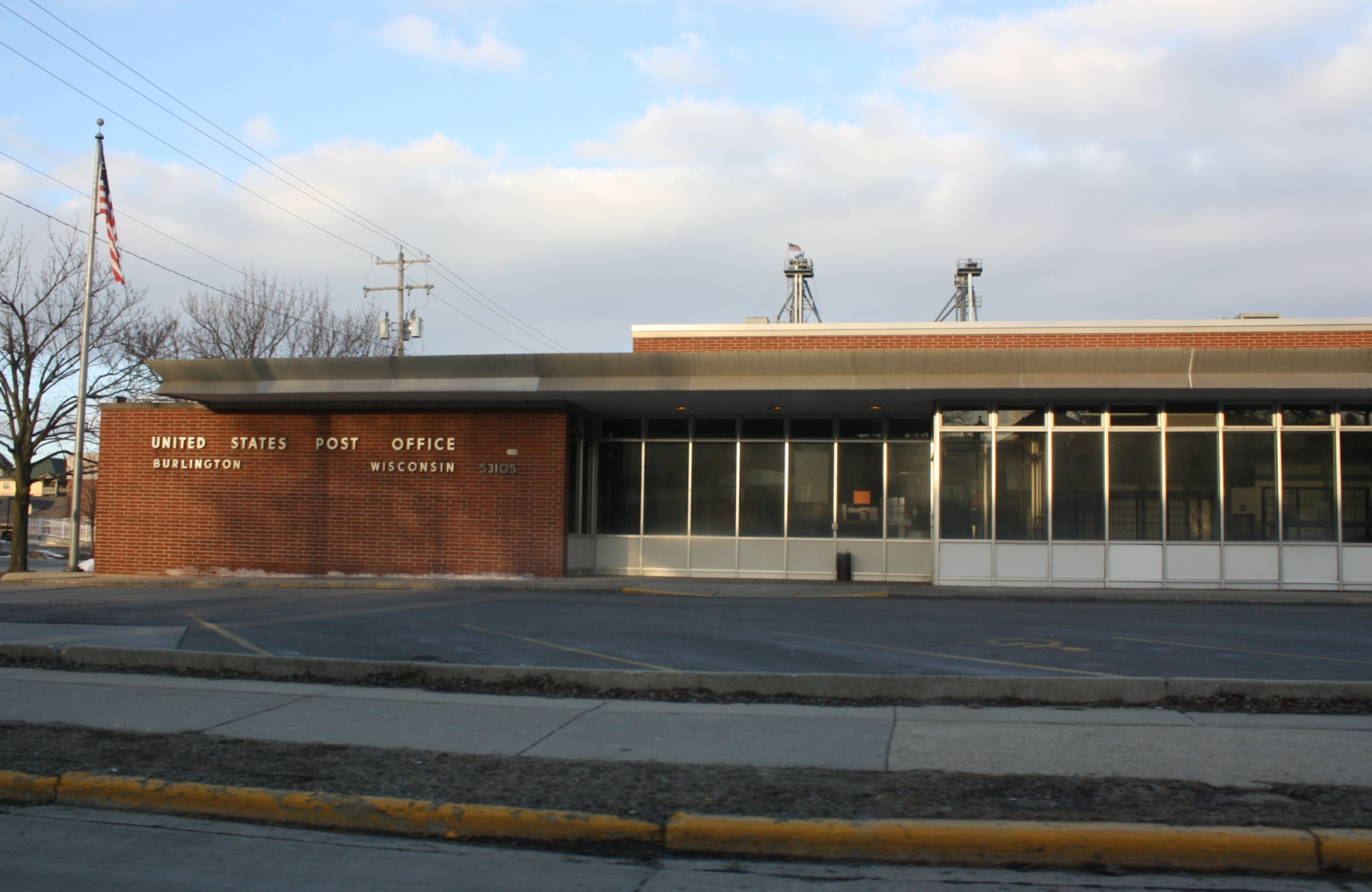
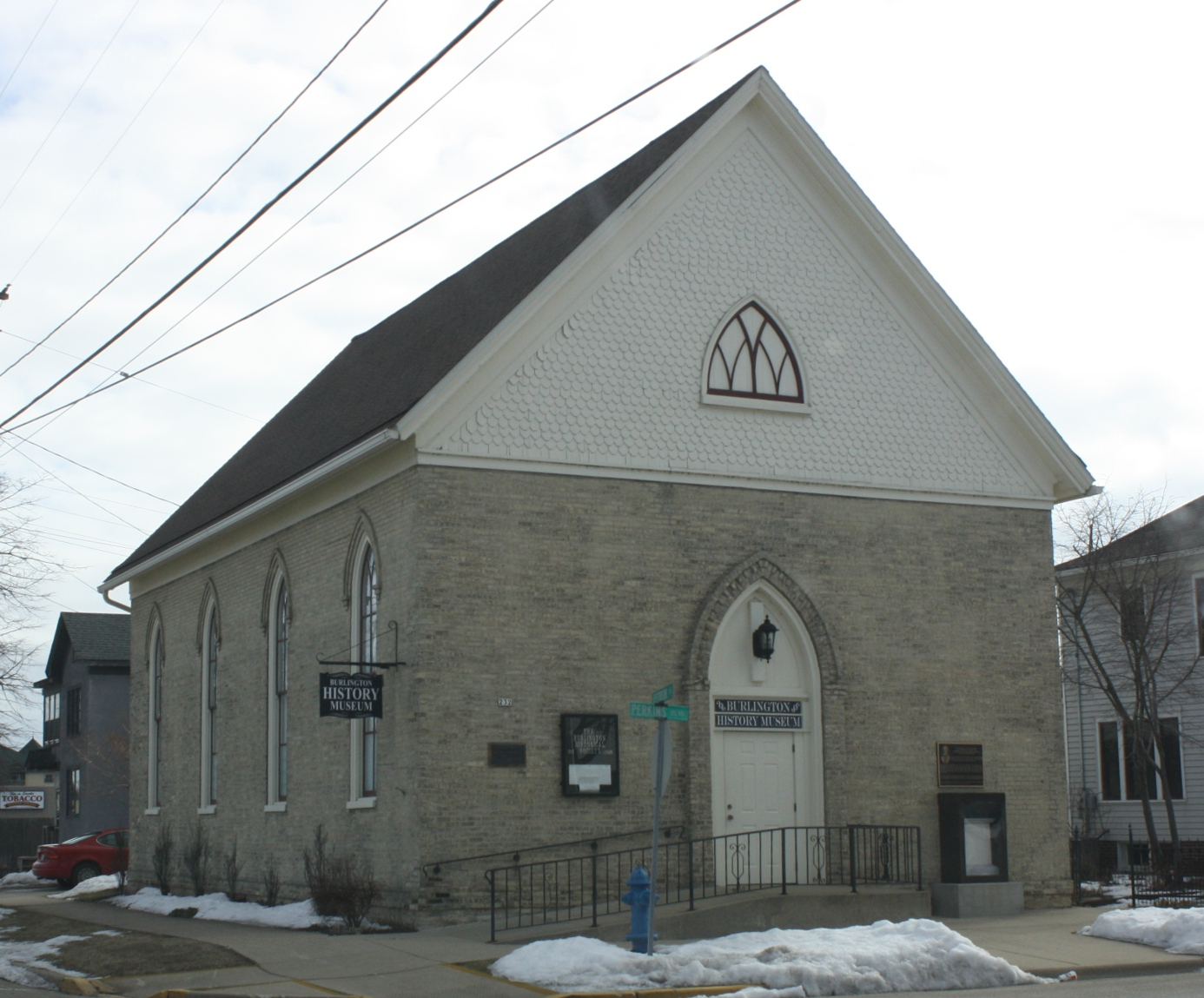
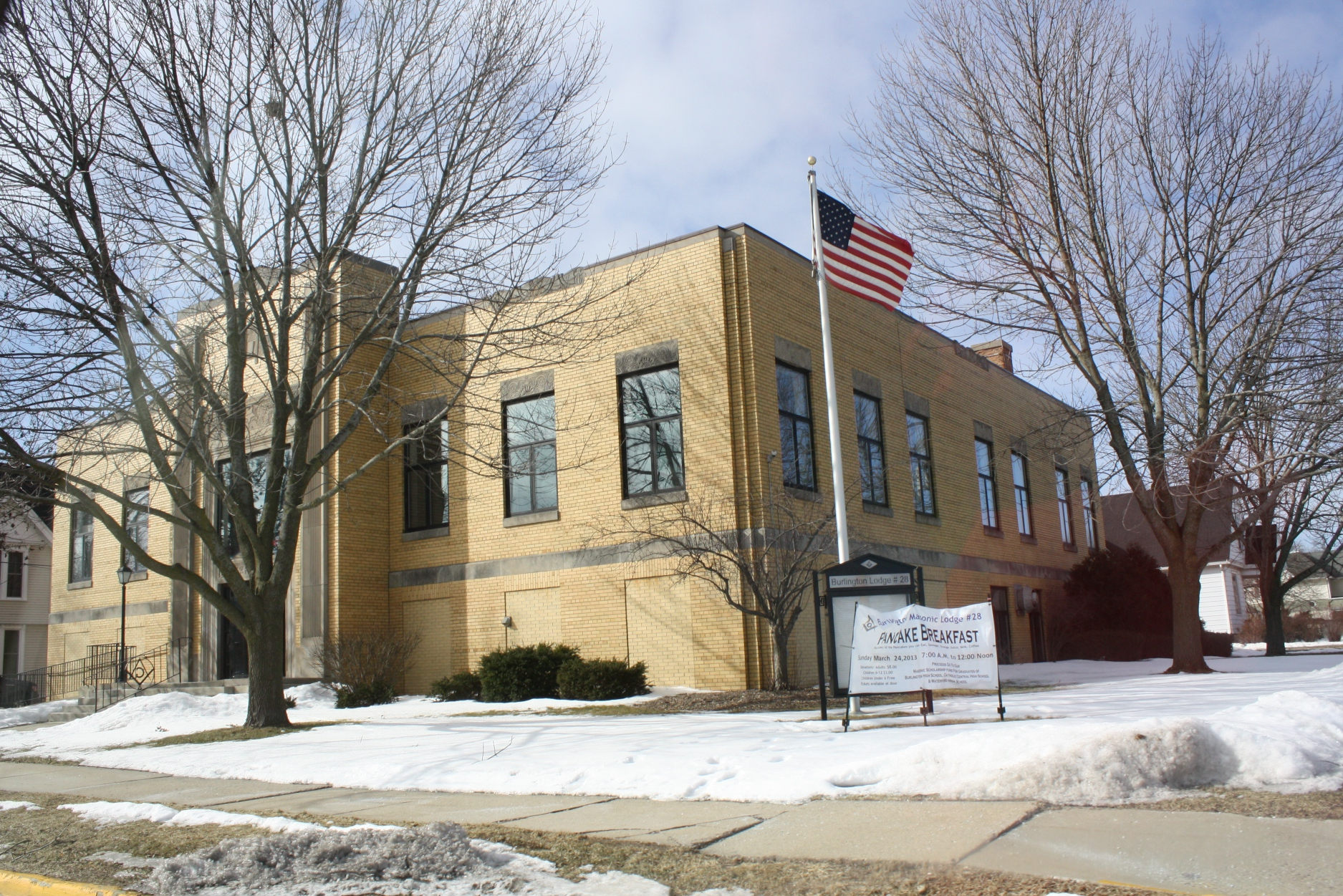